# FC Watford
Der FC Watford (offiziell: Watford Football Club) – auch bekannt als The Hornets (deutsch Die Hornissen) – ist ein englischer Fußballverein aus Watford.

## Geschichte

### Gründung und Vereinsfarben
Der Verein wurde 1881 als Watford Rovers gegründet und schloss sich 1890 dem West Hertfordshire Sports Club an. 1898 fusionierte man mit Watford St. Mary’s zum FC Watford.
Die Vereinsfarben sind schwarz-gelb. Die Heimspielstätte ist die Vicarage Road, die von 1997 bis 2013 mit dem Rugbyclub Saracens geteilt wurde.

### Die Ära Graham Taylor
Im Jahr 1976 übernahm Elton John den Verein und hatte große Pläne. Er wollte Watford, damals in der 4. Liga, in die First Division und von dort aus weiter nach Europa führen. 1977 verpflichtete er Graham Taylor als Trainer, der diese schwierige Aufgabe übernehmen sollte. Er hatte prompt Erfolg und stieg mit dem Team in die dritte Liga auf. Schließlich gelang 1982 tatsächlich der Aufstieg in die First Division, als Zweitplatzierter hinter Watfords Erzrivalen Luton Town.
In der Saison 1982/83 wurde Watford als Aufsteiger auf Anhieb Tabellenzweiter hinter dem FC Liverpool, damit qualifizierte sich die Mannschaft für den UEFA-Cup.
1984 erreichte der FC Watford außerdem das Endspiel im FA Cup, welches allerdings im Wembley-Stadion gegen den FC Everton verloren ging.
Nach einem neunten Platz in der Saison 1986/87 verließ Graham Taylor den FC Watford in Richtung Birmingham, um dort Aston Villa zu trainieren.
Die Zeit Taylors war taktisch geprägt durch ein extremes Pressing und lange Bälle, bekannt als Kick and Rush. Taylor wurde später englischer Nationaltrainer. Nach ihm ist heute eine Tribüne der Vicarage Road benannt. Bis heute gilt die Ära Taylor als erfolgreichste Zeit der Vereinsgeschichte.

### Niedergang und Rückkehr Taylors
Die nächsten Jahre verliefen für den FC Watford negativ. Die verpflichteten Trainer konnten nie an die Erfolge Graham Taylors anknüpfen, und schließlich landete der Verein wieder in der Division Two, der dritten Liga.
1997 kehrte Taylor nach Watford zurück und führte das Team in die zweite Liga. Dort gelang der Durchmarsch, durch ein 2:0 über die Bolton Wanderers im Play-off-Finale kehrte Watford in die erste Liga, die Premier League zurück. Die Saison verlief jedoch enttäuschend und endete mit dem direkten Wiederabstieg, woraufhin Graham Taylor zum zweiten Mal sein Amt niederlegte.

### Erneute Aufstiege: Bis heute
Die folgenden Jahre verliefen schwankend. Watford hatte finanzielle Probleme, man musste sogar die Gehälter der Spieler kürzen. 2005 wurde Aidy Boothroyd neuer Manager, eine sehr gute Wahl, wie sich später herausstellen sollte. Er konnte vorerst den Klassenerhalt der Hornets sichern und in der Folgesaison 2005/06 gelang der Einzug in die Aufstiegs Play-offs. Watford schaffte den Sprung ins Finale und stand im Entscheidungsspiel in Cardiff Leeds United gegenüber. Die Hornets behielten mit einem 3:0-Sieg die Oberhand und schafften erneut den Sprung in die erste Liga. Wie zuvor, hatte der Klub große Probleme mit den Erstligavereinen mitzuhalten und fand sich meist am Tabellenende wieder. Mit nur fünf Ligasiegen stieg man sang- und klanglos wieder ab, worüber auch das Erreichen des FA-Cup-Halbfinales nicht hinwegtrösten konnte.
Der Verein setzte aber trotz der enttäuschenden Saison weiter auf Kontinuität und ging mit Trainer Boothroyd in die Zweitligasaison 2007/08. Dort erreichte man wieder die Play-offs, schied dort aber gegen Hull City aus.
2008 trennte man sich von Boothroyd, er wurde durch Brendan Rodgers ersetzt. Dieser blieb jedoch nur eine Saison und wechselte danach zum FC Reading. Neuer Trainer zur Saison 2009/10 wurde der Schotte Malky Mackay. Dieser erreichte in den Folgesaisonen Platzierungen im Tabellenmittelfeld der Liga. Im Juni 2011 wechselte Mackay dann zu Cardiff City, da er dort auch größeren finanziellen Spielraum sah. Ersetzt wurde er durch Sean Dyche, der im Juli 2012 trotz einer erfolgreichen Saison auf Druck der neuen italienischen Eigentümer jedoch wieder entlassen und durch Gianfranco Zola ersetzt wurde.
Zola erreichte in seiner ersten Saison den dritten Platz, der zur Teilnahme an den Aufstiegs-Play-offs berechtigt. Dort traf man im Halbfinale auf Leicester City. Nachdem das Hinspiel in Leicester mit 1:0 verloren gegangen war, brauchte Watford zuhause an der Vicarage Road einen Sieg, um ins Finale einzuziehen. Das Rückspiel gestaltete sich kurios. Beim Stand von 2:1 für Watford bekam Leicester einen Elfmeter zugesprochen. Torwart Manuel Almunia konnte den Schuss und Nachschuss von Anthony Knockaert jedoch parieren, und aus dem daraus folgenden Konter erzielte Troy Deeney das 3:1 für den FC Watford, woraufhin Fans vor Freude auf den Rasen liefen. Die Endphase des Spiels wurde zum Hit auf YouTube. Das Play-off-Finale wurde aber danach in Wembley gegen den Südlondoner Verein Crystal Palace mit 1:0 nach Verlängerung verloren, und Watford musste eine weitere Spielzeit in der 2. englischen Liga verbringen.
Die nächsten Spielzeiten verliefen wieder wechselhaft, und man trennte sich auch von Trainer Zola. Nachdem Watford im weiteren Verlauf von Beppe Sannino, Oscar García und Billy McKinlay gemanagt wurde, gelang unter Slavisa Jokanovic in der Saison 2014/15 der direkte Aufstieg in die Premier League. Watford beendete die Saison als Vize-Meister hinter dem AFC Bournemouth. Mit Jokanovic konnte man sich allerdings nicht auf einen neuen Vertrag einigen, Watford wurde in der Saison 2015/16 vom Spanier Quique Sánchez Flores trainiert.
2016 wurde dann der ehemalige Trainer vom SSC Neapel und Inter Mailand, Walter Mazzarri, zu Flores’ Nachfolger bestimmt. Doch auch der Italiener sollte seinen Dreijahresvertrag nicht erfüllen, er war der erste von insgesamt neun Cheftrainern in den folgenden fünf Jahren.
Seit 10. Mai 2023 ist Valérien Ismael Cheftrainer.

## Eigentümer
Ab 1976 war der in Watford aufgewachsene Elton John Präsident des Vereins. 1990 verkaufte er den Klub, blieb aber zunächst Präsident. 1997 kaufte er den Verein dann wieder zurück und hält bis heute noch Anteile am FC Watford. Im Dezember 2014 setzte der Club dem Sänger schließlich ein Denkmal, als eine Tribüne der Vicarage Road nach ihm benannt wurde. Elton John sagte daraufhin, dies sei einer der besten Tage seines Lebens.
Im Sommer 2012 übernahm die italienische Unternehmerfamilie Pozzo den Verein. Die Familie ist schon seit 1986 Eigentümer von Udinese Calcio und seit 2009 des spanischen Klubs FC Granada. Zwischen den drei Vereinen findet ein intensiver Spieleraustausch auf Leihbasis statt.

## Kader der Saison 2024/25
Stand: 17. Juli 2024
| Nr.        | Nat.                         | Name                 | Geburtstag | im Verein seit | Vertrag bis |     |
| Tor        | Tor                          | Tor                  | Tor        | Tor            | Tor         | Tor |
| ---------- | ---------------------------- | -------------------- | ---------- | -------------- | ----------- | --- |
| 01         | Osterreich                   | Daniel Bachmann      | 09.07.1994 | 2017           | 2028        |     |
|            | England                      | Jonathan Bond        | 19.05.1993 | 2024           | 2025        |     |
| Abwehr     |                              |                      |            |                |             |     |
| 02         | England                      | Jeremy Ngakia        | 07.09.2000 | 2020           | 2027        |     |
| 03         | Chile                        | Francisco Sierralta  | 06.05.1997 | 2020           | 2027        |     |
| 04         | Niederlande                  | Wesley Hoedt         | 06.03.1994 | 2023           | 2025        |     |
| 05         | Schottland                   | Ryan Porteous        | 25.03.1999 | 2023           | 2027        |     |
| 15         | England                      | Mattie Pollock       | 28.09.2001 | 2021           | 2026        |     |
| 42         | England                      | James Morris         | 23.11.2001 | 2021           | 2026        |     |
| 45         | England                      | Ryan Andrews         | 26.08.2004 | 2023           | 2028        |     |
| Mittelfeld |                              |                      |            |                |             |     |
| 10         | Marokko                      | Imrân Louza          | 01.05.1999 | 2021           | 2028        |     |
| 16         | Georgien                     | Giorgi Tschakwetadse | 29.08.1999 | 2024           | 2027        |     |
| 24         | Nigeria                      | Tom Dele-Bashiru     | 17.09.1999 | 2019           | 2026        |     |
| 39         | Kongo Demokratische Republik | Edo Kayembe          | 03.08.1998 | 2022           | 2026        |     |
|            | Frankreich                   | Moussa Sissoko       | 16.08.1989 | 2024           | 2026        |     |
| Sturm      |                              |                      |            |                |             |     |
| 07         | England                      | Tom Ince             | 30.01.1992 | 2023           | 2025        |     |
| 09         | Danemark                     | Mileta Rajović       | 17.07.1999 | 2023           | 2028        |     |
| 12         | Schweden                     | Ken Sema             | 30.09.1993 | 2018           | 2025        |     |
| 17         | Kolumbien                    | Jorge Cabezas        | 06.09.2003 | 2023           | 2029        |     |
| 18         | Kolumbien                    | Yáser Asprilla       | 19.11.2003 | 2022           | 2025        |     |
| 19         | Elfenbeinküste               | Vakoun Issouf Bayo   | 10.01.1997 | 2022           | 2027        |     |
| 34         | Deutschland                  | Kwadwo Baah          | 27.01.2003 | 2021           | 2026        |     |
|            | Nigeria                      | Samuel Kalu          | 26.08.1997 | 2022           | 2025        |     |
|            | Irland                       | Rocco Vata           | 18.04.2005 | 2024           | 2028        |     |
|            | Mali                         | Mamadou Doumbia      | 18.02.2006 | 2024           | 2029        |     |

## Ligazugehörigkeit
- 1898–1900: Southern League Division Two
- 1900–1904: Southern League Division One
- 1904–1905: Southern League Division Two
- 1905–1920: Southern League Division One
- 1920–1958: Football League Third Division South
- 1958–1960: Football League Fourth Division
- 1960–1969: Football League Third Division
- 1969–1972: Football League Second Division
- 1972–1975: Football League Third Division
- 1975–1978: Football League Fourth Division
- 1978/79: Football League Third Division
- 1979–1982: Football League Second Division
- 1982–1988: Football League First Division
- 1988–1992: Football League Second Division
- 1992–1996: Football League First Division
- 1996–1998: Football League Second Division
- 1998/99: Football League First Division
- 1999/00: Premier League
- 2000–2004: Football League First Division
- 2004–2006: Football League Championship
- 2006/07: Premier League
- 2007–2015: Football League Championship
- 2015–2020: Premier League
- 2020/21: EFL Championship
- 2021/22: Premier League
- seit 2022: EFL Championship

## Europapokalbilanz
| Saison  | Wettbewerb | Runde    | Gegner                   | Gesamt | Hin     | Rück          |
| ------- | ---------- | -------- | ------------------------ | ------ | ------- | ------------- |
| 1983/84 | UEFA-Pokal | 1. Runde | 1. FC Kaiserslautern     | 4:3    | 1:3 (A) | 3:0 (H)       |
| 1983/84 | UEFA-Pokal | 2. Runde | DFS Lewski-Spartak Sofia | 4:2    | 1:1 (H) | 3:1 n. V. (A) |
| 1983/84 | UEFA-Pokal | 3. Runde | Sparta ČKD Prag          | 2:7    | 2:3 (H) | 0:4 (A)       |

Gesamtbilanz: 6 Spiele, 2 Siege, 1 Unentschieden, 3 Niederlagen, 10:12 Tore (Tordifferenz −2)

## Trainer
- John Goodall (1903–1910)
- Harry Kent (1910–1926)
- Fred Pagnam (1926–1929)
- Neil McBain (1929–1937)
- Bill Findlay (1937–1947)
- Jackie Bray (1947–1948)
- Eddie Hapgood (1948–1950)
- Ron Gray (1950–1951)
- Haydn Green (1951–1952)
- Len Goulden (1952–1955)
- Johnny Paton (1955–1956)
- Len Goulden (1956–1956)
- Neil McBain (1956–1959)
- Ron Burgess (1959–1963)
- Bill McGarry (1963–1964)
- Ken Furphy (1964–1971)
- George Kirby (1971–1973)
- Mike Keen (1973–1977)
- Graham Taylor (1977–1987)
- Dave Bassett (1987–1988)
- Steve Harrison (1988–1990)
- Colin Lee (1990)
- Steve Perryman (1990–1993)
- Glenn Roeder (1993–1996)
- Graham Taylor (1996)
- Kenny Jackett (1996–1997)
- Graham Taylor (1997–2001)
- Gianluca Vialli (2001–2002)
- Ray Lewington (2002–2005)
- Aidy Boothroyd (2005–2008)
- Brendan Rodgers (2008–2009)
- Malky Mackay (2009–2011)
- Sean Dyche (2011–2012)
- Gianfranco Zola (2012–2013)
- Giuseppe Sannino (2013–2014)
- Óscar García (2014)
- Billy McKinlay (2014)
- Slaviša Jokanović (2014–2015)
- Quique Sánchez Flores (2015–2016)
- Walter Mazzarri (2016–2017)
- Marco Silva (2017–2018)
- Javi Gracia (2018–2019)
- Quique Sánchez Flores (2019)
- Nigel Pearson (2019–2020)
- Vladimir Ivić (2020)
- Xisco (2020–2021)
- Claudio Ranieri (2021–2022)
- Roy Hodgson (2022)
- Rob Edwards (2022)
- Slaven Bilić (2022–2023)
- Chris Wilder (2023)
- Valérien Ismaël (2023–2024)
- Tom Cleverley (2024–2025)
- Paulo Pezzolano (seit 2025)

## Ehemalige Spieler
Folgende Spieler wurden in die Hall of Fame des Klubs aufgenommen:
| Name             | Jahr der Aufnahme | Position   | Ligaeinsätze | Ligatore |
| ---------------- | ----------------- | ---------- | ------------ | -------- |
| Luther Blissett  | 2003              | Sturm      | 503          | 186      |
| Tony Coton       | 2004              | Tor        | 291          | 0        |
| John McClelland  | 2005              | Abwehr     | 234          | 3        |
| Tommy Mooney     | 2006              | Sturm      | 287          | 64       |
| Les Taylor       | 2007              | Mittelfeld | 211          | 20       |
| David James      | 2008              | Tor        | 98           | 0        |
| Ian Bolton       | 2009              | Abwehr     | 287          | 36       |
| Nigel Gibbs      | 2010              | Abwehr     | 491          | 7        |
| Duncan Welbourne | 2011              | Abwehr     | 457          | 25       |
| Ross Jenkins     | 2012              | Sturm      | 339          | 118      |
| Rob Page         | 2013              | Abwehr     | 216          | 2        |
| Heiðar Helguson  | 2014              | Sturm      | 203          | 66       |
| Gary Porter      | 2015              | Mittelfeld | 400          | 47       |
| Stewart Scullion | 2016              | Sturm      | 312          | 49       |
| Tommy Smith      | 2017              | Sturm      | 273          | 60       |
| Tom Walley       | 2018              | Mittelfeld | 217          | 17       |
| Paul Robinson    | 2019              | Abwehr     | 219          | 8        |
| Keith Eddy       | 2021              | Abwehr     | 240          | 26       |

## Frauenmannschaft
Die Frauenmannschaft spielt in der FA Women’s Super League 2, der zweithöchsten Spielklasse im englischen Frauenfußball.

## Rivalitäten
Als Hauptrivale des FC Watford gilt Luton Town. Als weitere rivalisierende Teams gelten die Queens Park Rangers, Crystal Palace und die Tottenham Hotspur.